# Северный отель
«Северный отель» (фр. Hôtel du Nord) — фильм французского режиссёра Марселя Карне, вышедший в прокат 10 декабря 1938.

## Сюжет
Фильм снят по роману Эжена Даби L'Hôtel du Nord (1929), рассказывающему о жизни хозяев и постояльцев одноимённой парижской гостиницы, расположенной на набережной Жемапп, на берегу канала Сен-Мартен.
Однажды вечером номер в отеле снимает молодая пара, Рене и Пьер, любовники, решившие покончить самоубийством. Молодой человек стреляет в свою возлюбленную, но для самоубийства у него недостаёт храбрости, и утром он сдается в полицию.
Рана оказывается не смертельной, и девушку, не имеющую средств, после выписки из больницы берут на работу хозяева отеля, добродушная семейная пара. За симпатичной служанкой принимаются ухлёстывать постояльцы и завсегдатаи бара при отеле, в том числе некий месье Эдмон, сутенёр, живущий со своей подругой проституткой Раймондой.
Рене колеблется между любовью к Пьеру, которого продолжает навещать в тюрьме Санте, и желанием порвать с прежней жизнью и покинуть Францию в компании Эдмона. Того побуждает к бегству из Парижа появление бывших сообщников, которых он сдал полиции: выйдя из тюрьмы, они ищут его, чтобы отомстить.

## В ролях
| Актёр         | Роль                         |
| ------------- | ---------------------------- |
| Аннабелла     | Рене главная героиня         |
| Жан-Пьер Омон | Пьер главный герой           |
| Арлетти       | Раймонда                     |
| Луи Жуве      | месье Эдмон                  |
| Андре Брюно   | хозяин отеля Эмиль Лекуврёр  |
| Жан Маркан    | Луиза Лекуврёр супруга Эмиля |
| Полетт Дюбо   | Жинетта Тримо                |
| Бернар Блие   | Проспер Тримо                |
| Франсуа Перье | Адриен                       |
| Анри Боск     | Назаред                      |
| Марсель Андре | хирург                       |

## Создание фильма

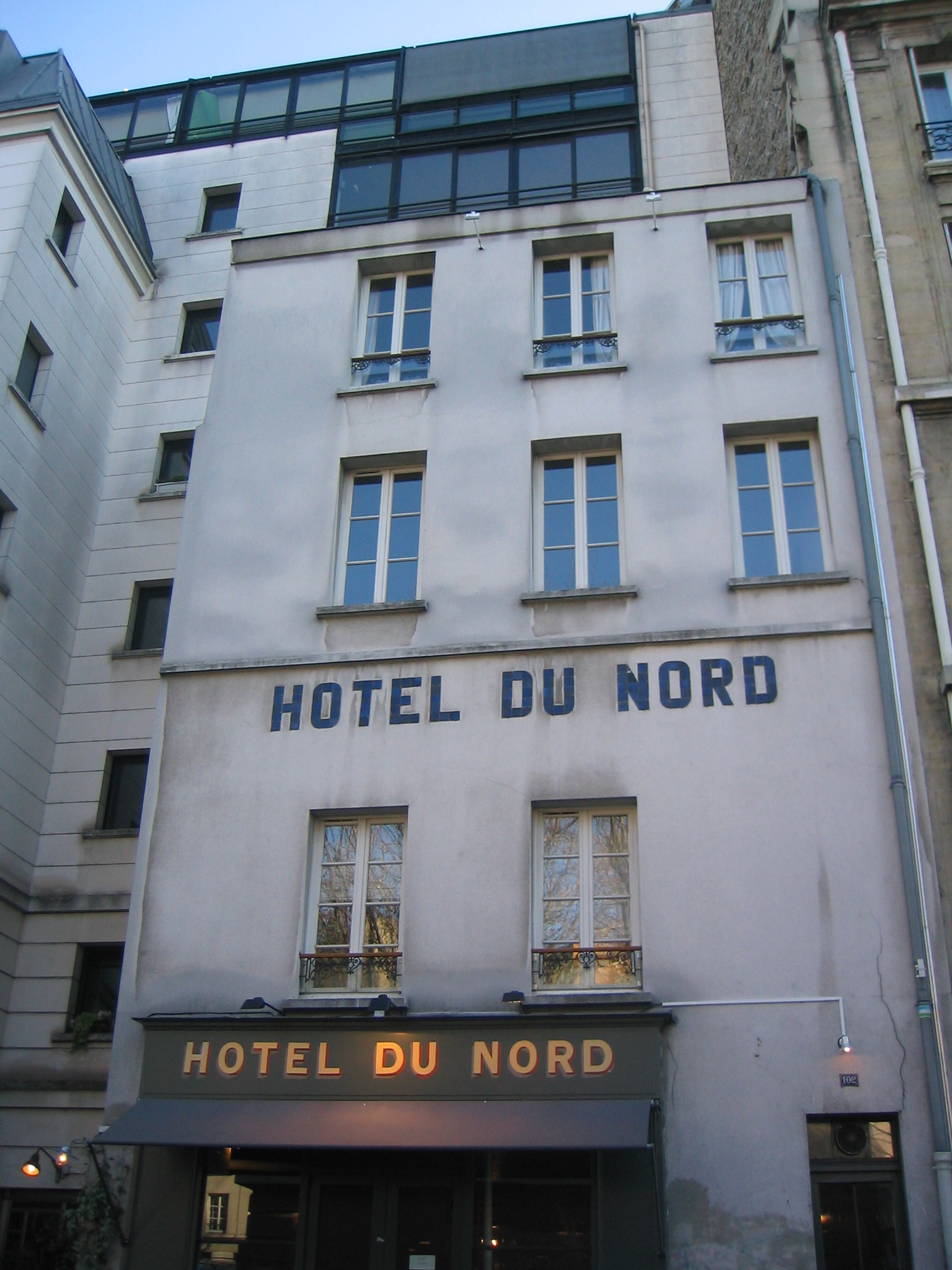
Современный Отель дю Нор

В 1938 Жозеф Лукашевич, президент компании SEDIF, предложил Марселю Карне снять фильм с участием главной звезды студии — Аннабеллы — весьма популярной актрисы, воплощавшей в конце 1930-х годов идеал женской красоты, но, по мнению критиков, не обладавшей большим драматическим талантом. На вопрос: «Почему Аннабелла?», продюсеры отвечали прямо: «Она хорошо продаётся». К тому времени актриса уже подписала контракт с киностудией XX век Фокс, но с энтузиазмом согласилась сняться и у Карне.
Лукашевич просил режиссёра только об одном: «Господин Карне, сделайте „Набережную туманов“, но только нравственную».
В качестве сценариста Карне хотел пригласить Жака Превера, с которым уже сделал три фильма, но поэт отправился в поездку в США. Заменившие его Жан Оранш и Анри Жансон дописывали и правили сценарий уже в процессе съемок, начавшихся в августе 1938, что привело к некоторой неровности киноповествования. Первоначально главными героями должны были быть персонажи Аннабеллы (Рене) и Жан-Пьера Омона (Пьер), но Жан Оранш, разрабатывавший эту сюжетную линию, слег с гриппом, а его коллега решил свести участие Пьера к минимуму, написав для него и Рене очень невыразительные диалоги. В результате отношения между двумя любовниками стали выглядеть довольно искусственными, что не преминули отметить зрители и критики.
Главными героями драмы стали персонажи Арлетти и Луи Жуве, с чем Карне согласился, а Аннабелла не стала жаловаться продюсеру, чтобы не портить отношения со съемочной группой.

## Критика
10 декабря 1938 состоялась премьера фильма в кинотеатре Мариво. Критики, прохладно принявшие декорации «Набережной туманов», были восхищены изображением атмосферы современного Парижа в «Северном отеле», и игрой Арлетти, ставшей звездой французского кино именно после этого фильма. Фраза её героини, отвечающей на замечание любовника, что неплохо бы ей сменить обстановку (атмосферу), уехав из города, словами: Atmosphère! Atmosphère! Est-ce que j'ai une gueule d'atmosphère?, произнесённая с характерным для того времени парижским акцентом («Атмосфэра! Атмосфэра! Да на кой мне атмосфэра?»), стала культовой.
Фильм стал классическим, благодаря точному и живописному изображению предвоенного Парижа, характеров, нравов и местного арго. При этом, по общему мнению, отсутствие Превера, которому Карне был в значительной степени обязан успехом своих лучших картин, сказалось отрицательно на качестве фильма, не обладающего драматизмом и поэтичностью «Набережной туманов», «Странной драмы» и «Детей райка».